# 黒澤翼
黒澤 翼（くろさわ つばさ、1980年6月24日 - ）は、日本のレーシングドライバー、編集者。静岡県出身。血液型はA型。父は1960～1970年代にドライバーとして活躍した黒澤元治。兄の黒澤琢弥・黒澤治樹もレーシングドライバーである。

## 略歴
1999年にフォーミュラ・トヨタでデビュー。2001年にフォーミュラ・ドリーム参戦などデビュー当初はフォーミュラカーレースが主体の活動であった。しかし、思いのほか良い成績が残せず、2002年に全日本GT選手権を皮切りに、スーパー耐久にも2003年第6戦から参戦を開始し、2005年はフル参戦した。2006年にはSUPER GTにフル参戦を果たす。チームノバからの参戦で、監督には父親、もう一人のドライバーには長男の琢弥、そしてスーパーバイザーには次男の治樹という一家総出の体制となった。2007年はJLOCのもとでランボルギーニ・ガヤルドで参戦を行うも、出来上がったばかりのマシンだと言う事もあり、本領発揮できなかった。2008年はポルシェ・ボクスターで参戦。
2012年のSUPER GT・GT300クラスでLEON RACINGと黒澤家がジョイントし始めた縁で、5月より雑誌『LEON』（主婦と生活社）の編集者を務めている。そのためレーシングドライバーとしては一線を退いていたが、2013年にはLEON RACINGのドライバーとして現役に復帰した。当初は第5戦（鈴鹿1000km）のみ第3ドライバーで起用される予定だったが、第2戦でも第3ドライバーとしてエントリーされ、結局第3戦から第2ドライバーに昇格した。第5戦（鈴鹿1000km）では表彰台に登った。翌2014年も開幕戦と最終戦以外にセカンドドライバーとして参戦し、第4戦（スポーツランドSUGO）で2位表彰台に登った。
2015年以降はGT参戦はなく、メディア露出の機会はめっきり減ったが、2018年1月に6歳年下でアーティスティックスイミング選手の木村真野との結婚が発表された。

## 戦績

### SUPER GT
| 年     | エントラント名             | 使用車両                        | クラス | 1       | 2       | 3       | 4       | 5       | 6       | 7       | 8       | 9      | 順位 | ポイント |
| ------ | -------------------------- | ------------------------------- | ------ | ------- | ------- | ------- | ------- | ------- | ------- | ------- | ------- | ------ | ---- | -------- |
| 2002年 | アールアンドデースポーツEX | ポルシェ・911 GT3R              | GT300  | TAI     | FSW 10  | SUG     | SEP     | FSW     | TRM     | MIN     | SUZ     |        | 30位 | 1        |
| 2006年 | EBBRO TEAM NOVA            | ヴィーマック・350R              | GT300  | SUZ 8   | OKA 21  | FSW 15  | SEP DNS | SUG 10  | SUZ Ret | TRM 12  | AUT 15  | FSW 10 | 22位 | 12       |
| 2007年 | JLOC                       | ランボルギーニ・ガイヤルド RG-3 | GT300  | SUZ DNQ | OKA DNQ | FSW DNQ | SEP DNQ | SUG DNQ | SUZ 17  | TRM 19  | AUT Ret | FSW 25 | NC   | 0        |
| 2008年 | ARKTECH MOTORSPORTS        | ポルシェ・ボクスター            | GT300  | SUZ     | OKA 21  | FSW 14  | SEP 19  | SUG 16  | SUZ 8   | TRM 19  | AUT Ret | FSW    | 31位 | 3        |
| 2009年 | TEAM TAISAN                | ポルシェ・911 GT3RS             | GT300  | OKA     | SUZ     | FSW     | SEP     | SUG 7   | SUZ     | FSW     | AUT     | TRM    | 21位 | 4        |
| 2010年 | JLOC                       | ランボルギーニ・ガイヤルド RG-3 | GT300  | SUZ     | OKA     | FSW     | SEP     | SUG     | SUZ     | FSW     | TRM Ret |        | NC   | 0        |
| 2013年 | LEON RACING                | メルセデス・ベンツ SLS AMG GT3  | GT300  | OKA     | FSW DNP | SEP 8   | SUG 7   | SUZ 3   | FSW 4   | AUT 18  | TRM 6   |        | 9位  | 34       |
| 2014年 | LEON RACING                | メルセデス・ベンツ SLS AMG GT3  | GT300  | OKA     | FSW 8   | AUT 10  | SUG 2   | FSW 8   | SUZ Ret | CHA Ret | TRM     |        | 13位 | 22       |